# Neiße-Malxetal
Neiße-Malxetal, in lusaziano Dolina Nysa-Małksa, è un comune di 1 571 abitanti del Brandeburgo, in Germania.

Appartiene al circondario della Sprea-Neiße (targa SPN) ed è parte della comunità amministrativa (Amt) Döbern-Land.

## Storia
Il comune di Neiße-Malxetal venne creato il 31 dicembre 2001 dalla fusione dei comuni di Groß Kölzig, Jerischke, Jocksdorf, Klein Kölzig e Preschen.

## Geografia antropica

### Suddivisioni amministrative
Il territorio comunale comprende 5 centri abitati (Ortsteil):
- Groß Kölzig
- Jerischke
- Jocksdorf
- Klein Kölzig
- Preschen

## Società

### Evoluzione demografica
| Anno | Abitanti |
| ---- | -------- |
| 1875 | 1 804    |
| 1890 | 1 822    |
| 1910 | 2 868    |
| 1925 | 3 122    |
| 1933 | 3 267    |
| 1939 | 3 145    |
| 1946 | 3 283    |
| 1950 | 3 532    |
| 1964 | 3 011    |
| 1971 | 2 868    |

| Anno | Abitanti |
| ---- | -------- |
| 1981 | 2 190    |
| 1985 | 2 058    |
| 1989 | 1 994    |
| 1990 | 1 965    |
| 1991 | 1 909    |
| 1992 | 1 874    |
| 1993 | 1 868    |
| 1994 | 1 856    |
| 1995 | 1 842    |
| 1996 | 1 855    |

| Anno | Abitanti |
| ---- | -------- |
| 1997 | 1 885    |
| 1998 | 1 895    |
| 1999 | 1 926    |
| 2000 | 1 947    |
| 2001 | 1 943    |
| 2002 | 1 937    |
| 2003 | 1 912    |
| 2004 | 1 910    |
| 2005 | 1 886    |
| 2006 | 1 856    |

| Anno | Abitanti |
| ---- | -------- |
| 2007 | 1 836    |
| 2008 | 1 800    |
| 2009 | 1 799    |
| 2010 | 1 799    |
| 2011 | 1 740    |
| 2012 | 1 712    |
| 2013 |          |

Fonti dei dati sono nel dettaglio nelle Wikimedia Commons..